# Alfonso Daniel Rodríguez Castelao
Alfonso Daniel Rodríguez Castelao, född 30 januari 1886 i Rianxo, Galicien, Spanien, död 7 januari 1950 i Buenos Aires, Argentina, mest känd som Castelao, var en galicisk författare som med sina skrifter på galiciska blev en av de ledande symbolerna för galicisk nationalism. I sina roller som politiker, karikatyrtecknare, målare och författare räknas han till en av de ledande figurerna inom galicisk identitet och kultur. Han var en av huvudmännen för den galiciska kulturella rörelsen Xeración Nós (vi-generationen) och var president i, samt en av grundarna av, Partido Galeguista (det galicianska partiet).

## Tidigt liv och ungdom (1886–1929)
Alfonso Daniel Rodríguez Castelao föddes i Rianxo, Galicien, den 30 januari 1886. Han tillbringade sin barndom och ungdom i Santa Rosa, La Pampa, Argentina. År 1900 återvände familjen Rodríguez Castelao till Rianxo. 

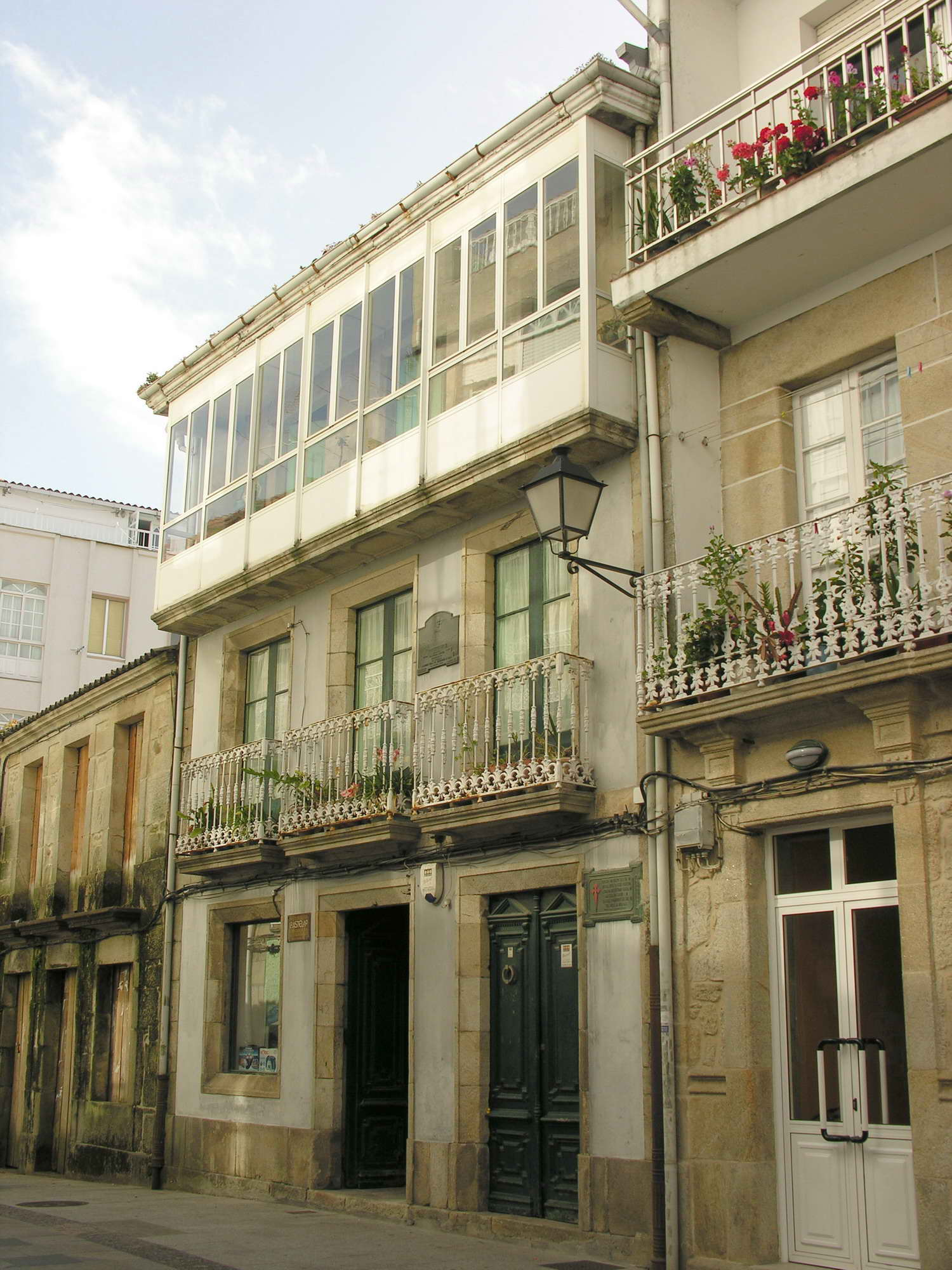
Rodríguez Castelaos familjs hem i Rianxo

 År 1908 avlade han en examen i medicinsk vetenskap vid universitetet i Santiago de Compostela. Under sina universitetsår blev Castelao medlem av tunan, en grupp studenter iklädda traditionella kläder som spelar gitarr och sjunger serenader, med vilken han besökte Portugal ett flertal gånger. Han promoverades till doktor 1909 i Madrid där han även börjat bli populär som karikatyrist och serietecknare. Castelao erkände vid ett senare tillfälle att han endast studerat medicin för att hedra sin faders önskan. Trots sin behörighet praktiserade han ytterst sällan som läkare. Efter avklarade studier bosatte han sig i Rianxo, där han blev medlem i den politiska rörelsen Acción Gallega ("Galicisk aktion").
Castelao målade vardagliga ögonblick i galiciskt liv och kultur. Som karikatyrist skildrade Castelao vardagen på ett humoristiskt sätt, men efter sitt deltagande i det Spanska inbördeskriget använde han främst sin konst till att fördöma fascistiska grymheter i en serie målningar.
År 1916 flyttade han till Pontevedra där han blev medlem av Irmandades da Fala ("språkets brödraskap"). Castelao utvecklade ett emotionellt band till Pontevedra och hävdade ofta att han önskade räknas som en infödd stadsbo. Han uttryckte även en önskan om att få bli begraven i Pontevedra. Samma år deltog han också i Asembleia Nazonalista de Lugo ("Lugos nationalistiska samling"), där han signerade en deklaration för galicisk nationalisms historia.
År 1920 började Castelao publicera tidskriften Nós ("vi"), tillsammans med Vicente Risco och Otero Pedrayo. Samma år reste han genom Frankrike, Nederländerna och Tyskland. År 1922 skrev han novellen Un Ollo de Vidro ("Ett porslinsöga") och år 1924 deltog han i Seminário de Estudos Galegos ("Seminariet för galiciska studier") och grundade Coral Polifónica de Pontevedra ("Pontevedras polyfoniska kör"; eftersom han var amatörmusiker). Två år senare, 1926, publicerade han Cousas ("Saker"). Han reste till Bretagne år 1928 för att studera stenkors och publicerade i samband med det As Cruces de Pedra na Bretaña ("Stenkors i Bretagne"). Samma år dog hans enda son, den fjorton år gamle Alfonso Xesús, efter en sjukdomsplågad barndom.

## Politisk karriär (1930–1950)

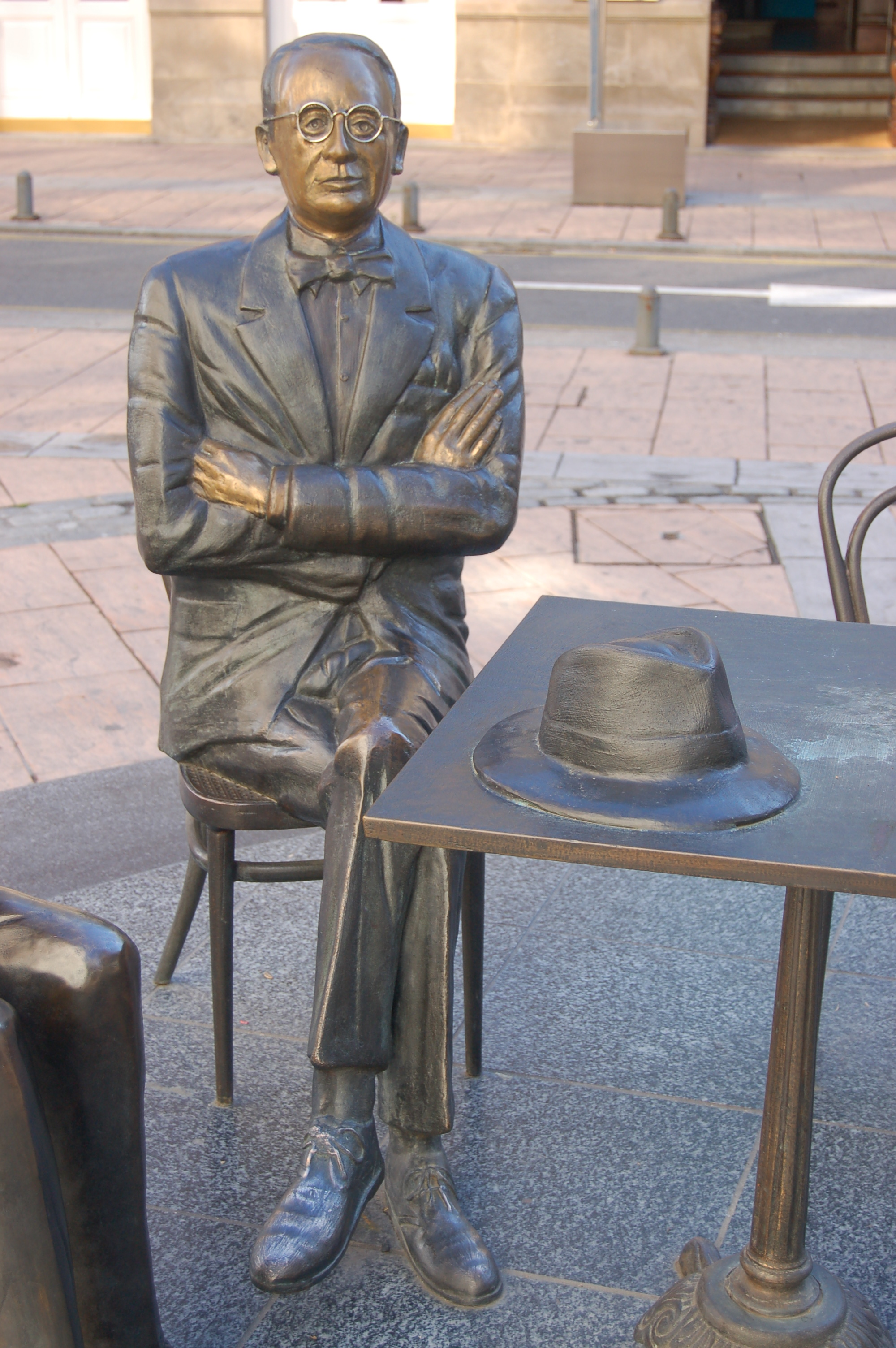
Staty av Castelao i hans "adoptivstad" Pontevedra

Från och med 1930 intensifierades Castelaos politiska aktivism. Hans liv och arbete kretsade runt politik och galicisk nationalism. I sin bok "Sempre en Galiza" (1944) skrev han att alla hans verk, all talang och allt arbete alltid skulle användas till gagn för den galiciska saken.
År 1930 grundade han Federación Republicana Galega ("den galiciska republikanska federationen") vid Lestrovepalatset och deltog i möten med Partide Nacionalista Republicano Galego (det galiciska republikanska nationalistpartiet"). Han medverkade också vid samlingen för den federala staten Galicien. Följande år publicerade han boken Nós ("vi") och blev samtidigt den officiella representanten för Partido Galeguista i Cortes Generales, det spanska parlamentet. 1934 publicerades böckerna Retrincos och Os Dous de Sempre ("Samma gamla två"). 
Castelao gick med i Real Academia Galega ("Den kungliga galiciska akademien") 1933, och två år senare, år 1935, tvingades han av den spanska regeringen i exil till Badajoz i Extremadura, där han arbetade inom statsförvaltningen. Det var under denna tid han påbörjade arbetet med sitt kanske främsta verk, Sempre en Galiza ("Alltid i Galicien"). I det allmänna spanska valet 1936 under den Andra spanska republiken, fick Castelao en plats i parlamentet under den vinnande alliansen Frente Popular ("Populär front"), där det galicianska partiet ingick. Tillsammans med sin personliga vän Alexandre Bóveda spelade Castelao en central roll i folkomröstningen för den Galiciska autonomiförfattningen 1936, som godkändes av 98 procent av de röstande. I samband med att Castelao begav sig till Madrid för att presentera resultatet, bröt det spanska inbördeskriget ut.
Under kriget organiserade Castelao Milicias Galegas ("Den galiciska milisen") tillsammans med det Spanska kommunistpartiet och deklarerade sitt stöd för regeringen av den andra spanska republiken. När Francos trupper avancerade flyttade Castelao till Valencia, där han publicerade Galicia Martir ("Martyren Galicien") och Atila en Galicia ("Attila i Galicien") innan han flyttade till Barcelona.
År 1938 sändes Castelao till Sovjetunionen, USA och Kuba av den spanska regeringen för att erhålla stöd för republiken. Från New York tog han en kryssning till Buenos Aires, där han år 1941 för första gången framförde sitt skådespel Os vellos non deben de namorarse ("Gamla män borde inte bli förälskade").
År 1944, under tiden i Buenos Aires, slutförde och publicerade han det tredelade verket Sempre en Galiza ("Alltid i Galicien"), vilket har räknats som en av de mest avancerade samtida politiska texterna. I samma år blev han den första presidenten av Consello de Galiza, den galiciska exilregeringen. Året därpå, 1945, grundade han tidningen Galeuzca till minne av 1933 års politiska allians mellan Galicien, Baskien och Katalonien. År 1946, när han bodde i Paris, utsågs han till minister i den spanska republikanska exilregeringen. Följande år, 1947, tillbaka i Buenos Aires, efter att ha diagnosticerats med lungcancer publicerade han As Cruces de Pedra na Galiza ("Stenkorsen i Galicien").
Rodríguez Castelao avled den 7 januari 1950 på sjukhuset Centro Gallego ("Det galiciska centret") i Buenos Aires. Den argentinska senaten och staden Buenos Aires reste monument till hans minne. Sedan dess har flera av Castelaos verk blivit översatta och publicerade på flera språk.
År 1984 flyttades Castelaos kvarlevor tillbaka till Galicien och han begravdes vid Pantéon de Galegos Ilustres ("Minnestemplet över berömda galicier") på Bonavalkyrkogården i Santiago de Compostela, den galiciska regionhuvudstaden.

## Politiska åsikter
Castelao var en galicisk nationalist (en av de tidiga galicianisterna), federalist, pacifist, progressist och internationalist. Han såg autonomin som tilldelades Galicien av den andra spanska republiken som ett verktyg för att konstruera en möjlig galicisk stat i federation med andra iberiska nationer. Han var också en övertygad anhängare av europeisk integration. Han skrev i Sempre en Galiza att en av hans drömmar var att "en dag se uppkomsten av ett 'Europas förenta stater' ".
Mot slutet av sitt liv, som beskrivs i de sista delarna av Sempre en Galiza, blev Rodríguez Castelao delvis besviken på de spanska exilrepublikanerna och började diskutera fördelarna med en helt självständig galicisk stat.

### Hespaña
Castelao använde sig av termen Hespaña istället för España, taget direkt från det gamla latinska namnet Hispania. Genom detta språkbruk refererade Castelao därmed till hela den Iberiska halvön och inte enbart till landet Spanien. Han använde enbart termen España på ett nedlåtande sett, som ett exempel på det "förgångna" och vad som "skulle undvikas". Idealet var att en federation av "Iberiska stater" skulle uppkomma för att skapa det nya Hespaña. Dessa nationer var Kastilien, Katalonien, Baskien, Portugal och Galicien. Han antydde också att, utöver skapandet av riktiga politiska förhållanden, skulle också riktiga kulturella förhållandena (bland annat inom utbildning) tillhandahållas.
| ”                                                   | (...) Hespaña, ett namn vi blev tvungna att söta genom att lägga till en bokstav för att göra det respektabelt i våra ögon, eftersom allt vi kan säga om dess regering är att den är hatisk på grund av att den är ännu mera hycklande än enbart tyrannisk. Om vi avlägsnar ordet España och allt dess Kastiliska arv (vi lägger enbart till ett "h" för att härleda det från Hispania), så kan vi omfamna begreppet tillsammans med hela halvön och göra det till en synonym för Iberien. | „ |
| – Castelao, Sempre en Galiza, 1944 (fritt översatt) | |   |

Castelao stödde inte den klassiska idén om iberisk federalism, eftersom denna förespråkade en union av de två iberiska staterna Spanien och Portugal som sådana, och inte som en union av de fem stater Castelao själv ansåg vara omfattas av Hespaña. Han påpekade att före dessa nationer kunde ingå i en federation, borde den spanska staten först brytas upp, så att alla nationerna kunde ingå i den nya federationen på likvärdiga politiska grunder som fristater. Han avskydde att Kastilien hade en oproportionerligt stor andel inflytande i Spanien i förhållande till de andra nationerna och regionerna.
Mot slutet av sitt liv tycktes det som att Rodríguez Castelao omfamnat idén om ett helt självständigt Galicien, vilket koncist nämns i Sempre in Galiza och i flertalet sena texter och brev.
| ”                           | Vi är "separatister" när vi försvarar de inneboende värdena i vår nation, och vi är "unionister" när vi anser att det finns ett behov av att koordinera våra relativa värden med de relativa värdena i resten av Hespaña och i resten av världen. | „ |
| – Castelao (fritt översatt) | |   |

| ”                                                                          | Det fundamentala problemet Spanien kan endast lösas på två sätt: federation eller separation. | „ |
| – Castelao, I ett personligt brev till José Aguirre, 1943 (fritt översatt) |                                                                                               |   |

| ”                                                                               | Från en ideologisk ståndpunkt är jag beredd att avväga separation och alla dess konsekvenser, eftersom jag är en nationalist (...) (Jag skulle stöda en) öppen och frontal kamp för vår nationella självständighet, i det fallet där ingen annan federation eller konfederation med Spanien är möjlig. | „ |
| – Castelao, I ett personligt brev till José Aguirre, Juni 1944 (fritt översatt) | |   |

## Språk
Sin tvåspråkighet till trots (galiciska och spanska), skrev Rodríguez Castelao nästan uteslutande på galiciska, med väldigt få undantag. Han var en stark försvarare av galicisk kultur och ansåg språket vara nyckelelementet i det galiciska folkets sammanhållning. I Sempre en Galiza, skriver han "att om vi är galicier så är det på grund av språket". Castelao kritiserade ofta åläggandet att tala spanska i Galicien och krävde att galiciska skulle bli det officiella och föredragna språket inom både administration och utbildning.
Castelao kan på ett sätt anses vara pre-reintegrationist, eftersom han hävdade att galiciska och portugisiska inte enbart hade ett gemensamt förflutet, utan också en "gemensam framtid". I sina resor till Portugal, och sporadiska turer till Brasilien under sin vistelse i Argentina, blev Castelao förvånad över hur enkelt han kunde använda sitt modersmål för att kommunicera med portugisisktalande personer.
| ”                                  | Galiciska är ett utbrett och nyttigt språk vilket med små variationer talas i Brasilien, Portugal och i de portugisiska kolonierna. | „ |
| – Castelao, Sempre en Galiza, 1944 | |   |

Detta till trots använde sig Castelao aldrig av portugisisk ortografi i sina skrifter, trots att han bekräftade att han "hoppas att galiciska och portugisiska en dag, gradvis och naturligt, kommer att sammansmälta". Fokuset för de flesta av Castelaos skrifter var en generell galicisk publik, vilket medförde att han skrev med ett sådant språk och en sådan stavning som enkelt kunde förstås av alla. Han använde sig av gamla galiciska ord, ofta vanliga i portugisiska, för att progressivt introducera dem i det vardagliga språket. Ett exempel på detta är hans medvetna val av Galiza istället för Galicia som namn på nationen.